# Flibanserin
Flibanserin là loại thuốc có tác dụng giúp phụ nữ tăng khoái cảm tình dục, cho nên dân gian ban đầu còn hay gọi là Viagra dành cho phụ nữ.

## Ảnh hưởng
Khác với Viagra, dành cho đàn ông có ảnh hưởng tới cơ thể, Flibanserin chỉ ảnh hưởng về tâm thần. Flibanserin nguyên thủy là thuốc chống bệnh truyền cảm, nó làm giảm lượng Hormon Serotonin, và gia tăng lượng Hormon Dopamin và Noradrenalin trong máu; cả hai đều có thể gia tăng sự khoái cảm về tình dục. Thuốc này phải được uống vào mỗi buổi tối, bất kể là có dự định làm tình hay không.

## Cơ sở pháp lý
Flibanserin đã được phát triển bởi tập đoàn dược Đức Boehringer Ingelheim, nhưng vì không được giấy phép lưu hành cho nên họ đã bán bằng sáng chế cho hãng Hoa Kỳ Sprout Pharmaceuticals. Cục quản lý Thực phẩm và Dược phẩm Hoa Kỳ (FDA) ngày 18 tháng 8 năm 2015 đã chính thức cho phép lưu hành trên thị trường thuốc Flibanserin có tác dụng giúp phụ nữ tăng khoái cảm tình dục với tên Addyi.

## Tác dụng phụ
- Dùng thuốc này có thể cảm thấy mệt mỏi, bị giảm áp suất máu và gây chóng mặt, nhất là khi thuốc này được dùng chung với rượu hay các loại thuốc khác.
- Theo bà Janet Woodcock, giám đốc nghiên cứu của Cục quản lý Thực phẩm và Dược phẩm Hoa Kỳ (FDA), thuốc này chỉ nên bán khi có toa bác sĩ. Bệnh nhân và người viết toa nên hiểu về những nguy cơ có thể xảy ra.[2]